# Solna
Solna je název města a současně stejnojmenné samosprávné obce (municipality) ve Stockholmském kraji na východě Švédska. Nachází se těsně u severního okraje samotného Stockholmu. Obec je součástí Stockholmské aglomerace, je třetí nejmenší obcí ve Švédsku a má čistě městský charakter. Skládá se ze dvou přibližně stejně velkých částí (a současně farností), samotného města Solny (28 317 obyvatel) a Råsundy (29 677 obyvatel). Podrobněji se Solna se dělí na osm tradičních částí bez administrativních funkcí: Bergshamra, Haga, Hagalund, Huvudsta, Järva, Råsunda, Skytteholm a Ulriksdal.
Kromě hranic se Stockholmem (na jihu, jihovýchodě a severozápadě) hraničí s Sundbybergem na západě, se Sollentunou na severu a také s Danderydem na severovýchodě.

## Sídlo společností a mezinárodních institucí
Ve města Solna sídlí celá řada významných švédských (skandinávských) společností a také mezinárodní organizace. Své sídlo zde má letecká společnost Scandinavian Airlines (SAS) a celá SAS Group. Letecká společnost dočasně přemístila své ústředí na letiště Stockholm-Arlanda, ale posléze ho vrátila do Solny.
Dále zde má své sídlo mezinárodní stavební společnost Skanska AB (která působí také v ČR), regionální letecká společnost NextJet a švédská energetická společnost Vattenfall (mateřská společnost Vattenfall AB je ve vlastnictví švédského státu).
V listopadu 2015 zde bylo otevřeno velké obchodní centrum Mall of Scandinavia (od roku 2019 Westfield Mall of Scandinavia), které je druhé největší v celé Skandinávii (224 obchodů, prodejní plocha 101 048 metrů čtverečních, 3700 parkovacích míst).
Z mezinárodních institucí zde má své sídlo Evropské středisko pro prevenci a kontrolu nemocí (anglicky ECDC: European Centre for Disease Prevention and Control) a SIPRI: Stockholm International Peace Research Institute, mezinárodní institut, který věnuje se mírovému výzkumu konfliktů, kontrole zbrojení a odzbrojení.

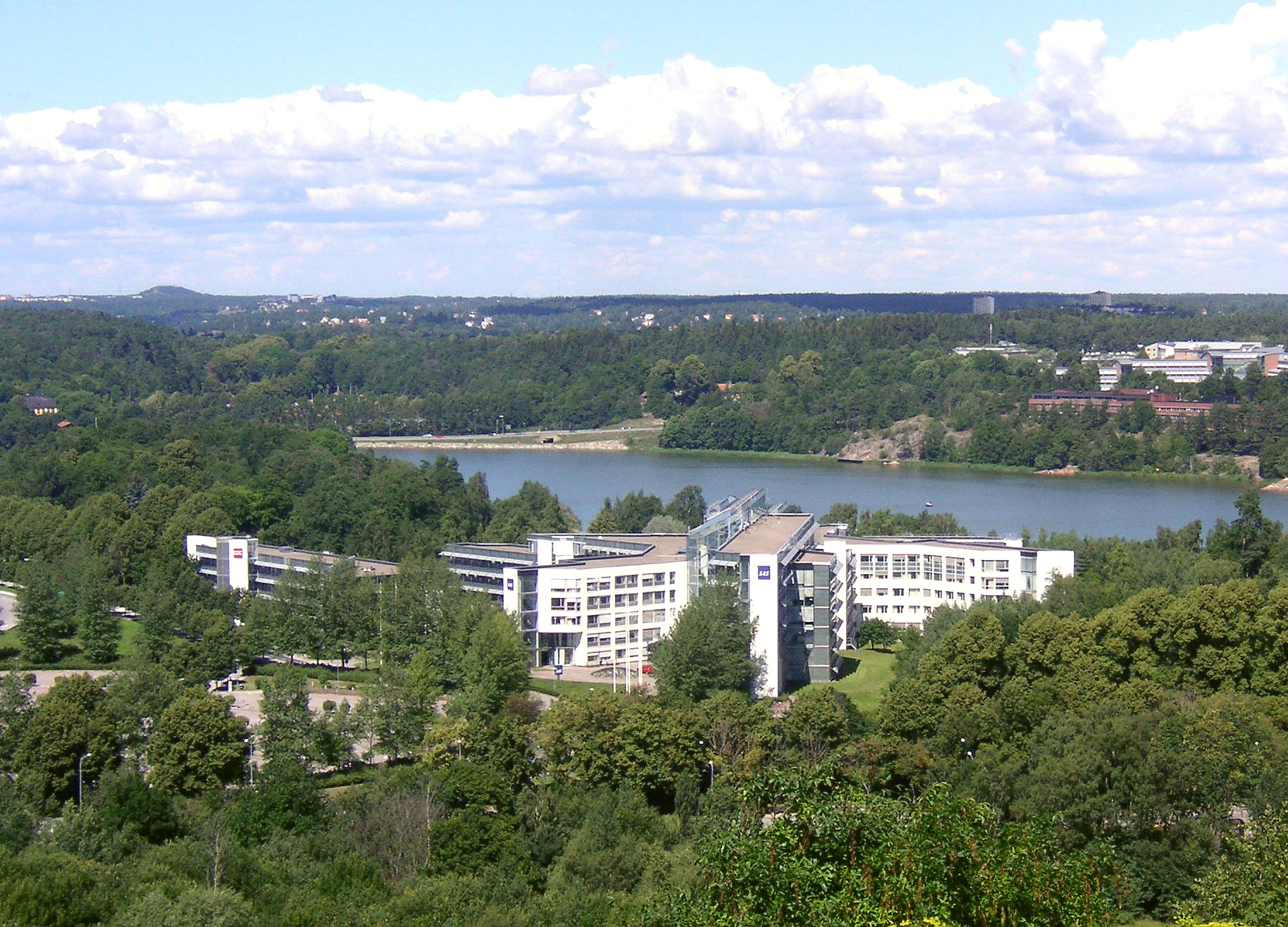
ústředí Scandinavian Airlines v Solně
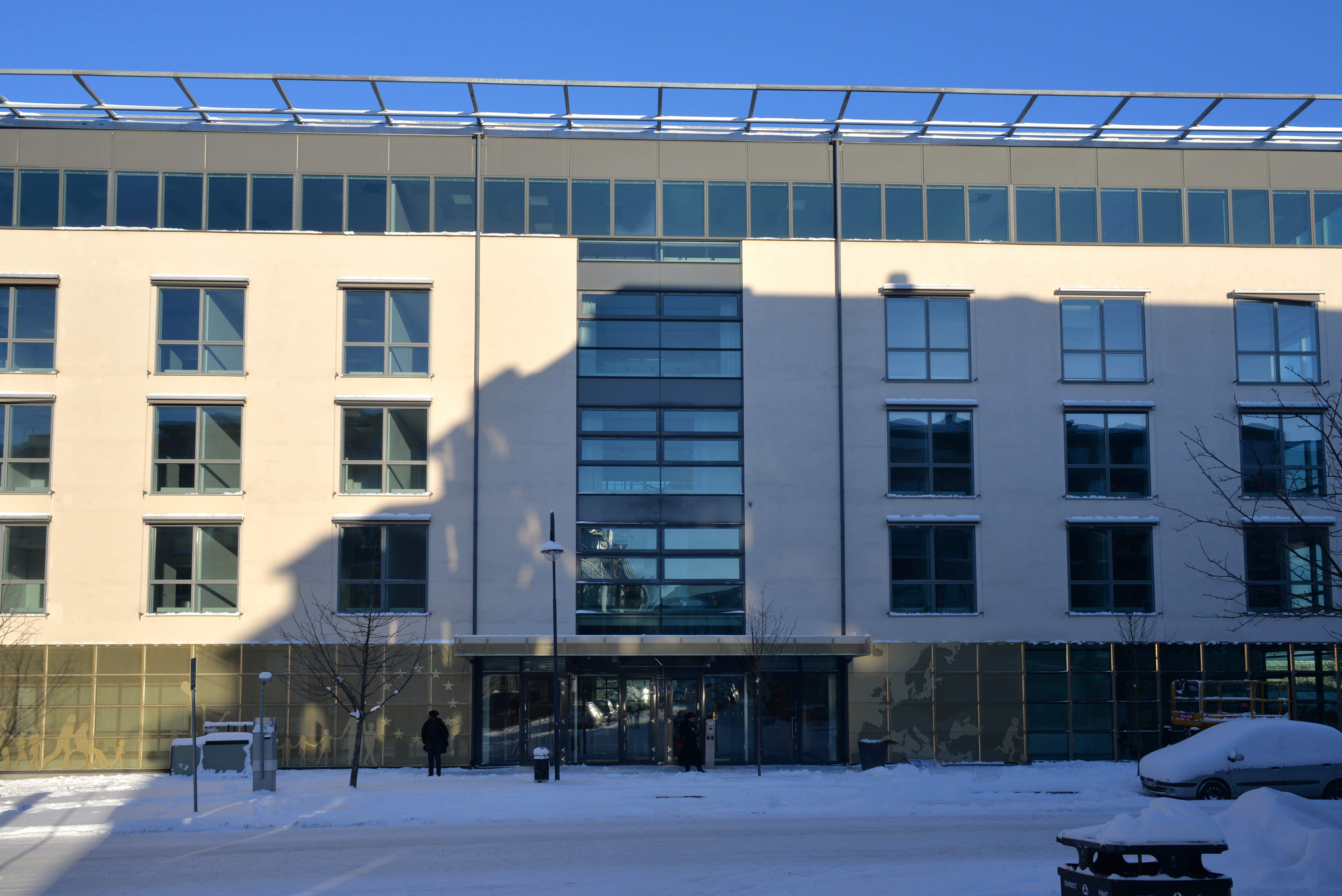
Evropské středisko pro prevenci a kontrolu nemocí
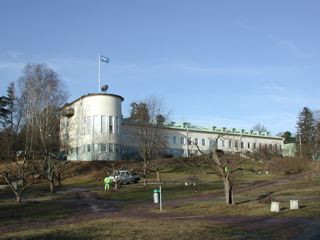
Stockholm International Peace Research Institute

## Obyvatelstvo

### Vývoj počtu obyvatel
| 1970 | 55 556 |
| 1975 | 53 878 |
| 1980 | 50 441 |
| 1985 | 49 648 |
| 1990 | 51 841 |
| 1995 | 54 417 |
| 2000 | 56 605 |
| 2005 | 60 575 |
| 2010 | 68 144 |
| 2015 | 76 158 |
| 2020 | 82 921 |
| Zdroj: SCB – Folkmängd efter region och r a SCB – Folkmängd i riket, län och kommuner 30 september 2020 och befolkningsförändringar 1 juli – 30 september 2020. Totalt. |        |

### Struktura obyvatelstva
Zdejší populace má 16. nejvyšší medián příjmů ve Švédsku a podíl vysoce vzdělaných osob (definovaných jako post-sekundární vzdělání v délce alespoň tři roky) činí 46 % (švédský národní průměr je 27 %), což je 5. nejvyšší hodnota v zemi.
K 31. 12. 2017 činil počet osob zahraničního původu (narozených mimo Švédsko nebo oba rodiče narození v cizině) 30 601 osob (38,39 % celé populace 79 707 osob ke konci roku 2017). V roce 2002 tento podíl činil jen 26,02 %.

## Veřejná doprava
Solna je součástí Stockholmské aglomerace, a proto je též součástí stockholmského dopravního systému. Mimo jiné zde vedou části dvou tratí Stockholmské příměstské železnice (švédsky Stockholms pendeltåg) a nachází se zde šest stanic stockholmského metra (švédsky Stockholms tunnelbana) a hustá síť autobusových spojů (Storstockholms Lokaltrafik). Do roku 1959 zde jezdily také tramvaje. Tramvaje resp. lehká železnice (švédsky Tvärbanan) se vrátily po 54 letech, když byla prodloužena trať ze stockholmské čtvrti Alvik přes město Sundbyberg a zastávku Solna business park ke stanici metra Solna centrum. V roce 2014 byla trať dále prodloužena až do Solna Station.

## Vzdělání a výzkum

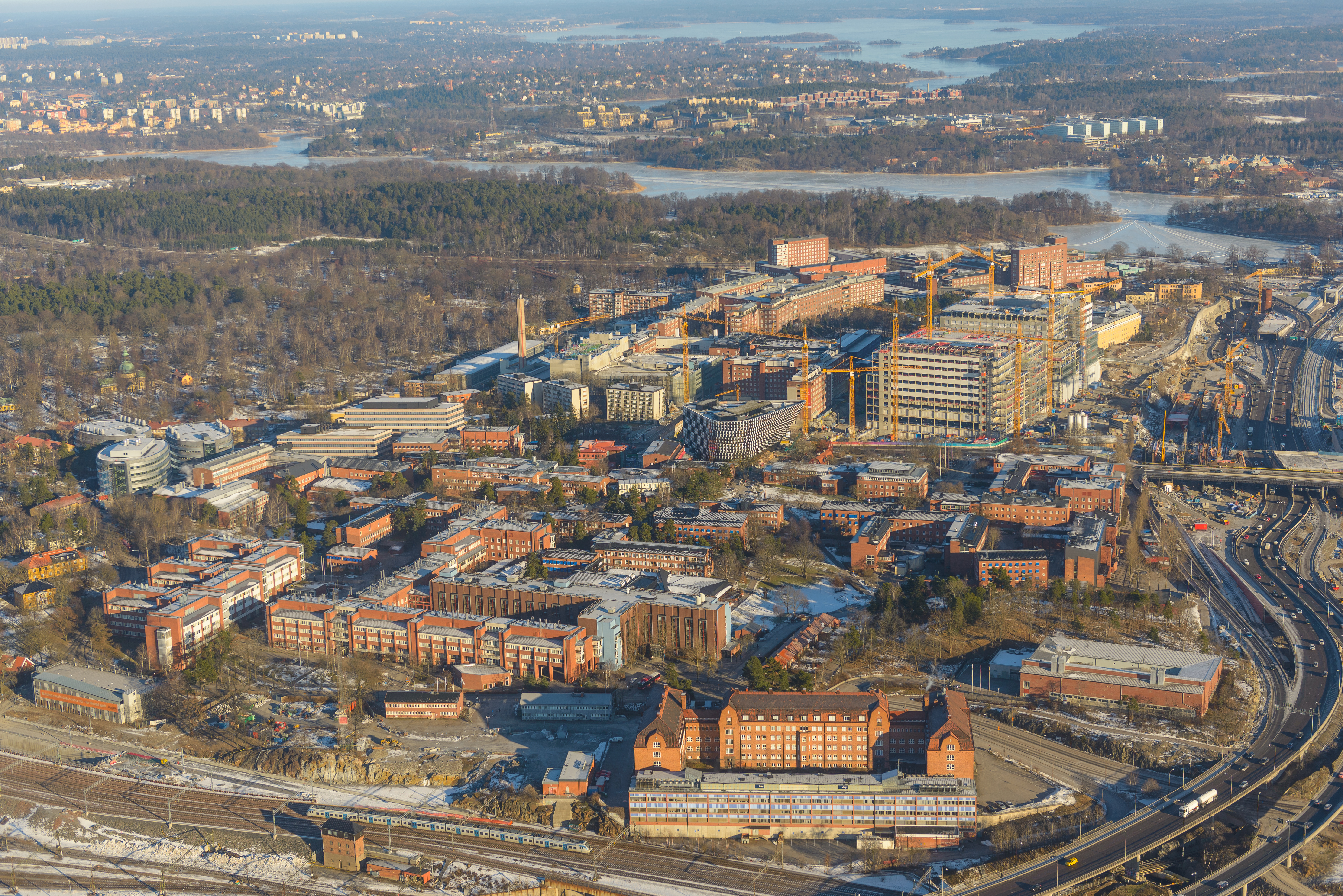
Letecký pohled (2013): v pozadí lze vidět jeřáby a výstavbu nové nemocnice

Ve městě má své sídlo a současně rozsáhlý areál lékařská univerzita, která se česky nazývá Institut Karolinska (švédsky Karolinska Institutet). Tato univerzita byla založena roku 1810 na ostrově Kungsholmen v západní části Stockholmu, ale později se kampus univerzity přesunul právě do města Solna (ve 20. století vznikl ještě druhý areál této univerzity, který se nachází ve městě Huddinge, asi 15 kilometrů jihovýchodně od Stockholmu).
Karolinska Institute je třetí nejstarší lékařská univerzita ve Švédsku (po lékařských univerzitách ve městech Uppsala (severně od Stockholmu) a Lund (jižní Švédsko) a patří mezi největší lékařské univerzity Evropě (kolem 6000 studentů). Jiné než medicínské obory nejsou na univerzitě vyučovány, zato ale univerzita poskytuje nejširší spektrum lékařského vzdělání (včetně postgraduálního) ve Švédsku a odhaduje se, že je zde uskutečněno přes 40 procent objemu medicínského výzkumu ve Švédsku.
Sbor profesorů institutu (švédsky Nobelförsamlingen vid Karolinska Institutet) každoročně rozhoduje o udělení Nobelovy ceny za fyziologii a medicínu. Celkem 7 absolventů nebo lékařů univerzity Nobelovu cenu získalo: 1955 Hugo Theorell, 1967 Ragnar Granit, 1970 Ulf von Euler, 1981 společně Torsten Wiesel a David H. Hubel, 1982 společně Sune Bergström a Bengt Samuelsson.
Na opačnou stranu od křížení dálnice E20 a ulice Solnavägen (přibližně severovýchodním směrem) se rozkládá navazující, a ještě rozsáhlejší, areál univerzitní nemocnice Karolinska v Solně (švédsky Karolinska Universitetssjukhuset). V roce 2008 bylo rozhodnuto, že za původním areálem nemocnice bude vystavěna nová univerzitní nemocnice (švédsky Nya Karolinska Solna). První části (např. kardiovaskulární nebo pediatrické) byly dokončeny v roce 2016, celý areál byl dostavěn v roce 2018.

## Kultura a pamětihodnosti

### Pamětihodnosti
- Kostel v Solně (švédsky Solna kyrka) byl postaven ve 12. století jako tzv. opevněný kostel (kostelní tvrz) a je jeden z mála tohoto druhu ve Švédsku.
- Park Haga (švédsky Hagaparken) je součástí Královského národního městského parku (švédsky Kungliga nationalstadsparken) a byl založen králem Gustavem III. (1771–1792) jako anglický park. Kungliga nationalstadsparken se skládá z částí ve Stockholmu, v Solně a v Lidingö.
- Ve městě Solna se nacházejí celkem tři Švédské královské paláce: palác Haga (Haga slott) , palác Ulriksdal (Ulriksdals slott) a pavílón Gustava III. (Gustav III:s paviljong).

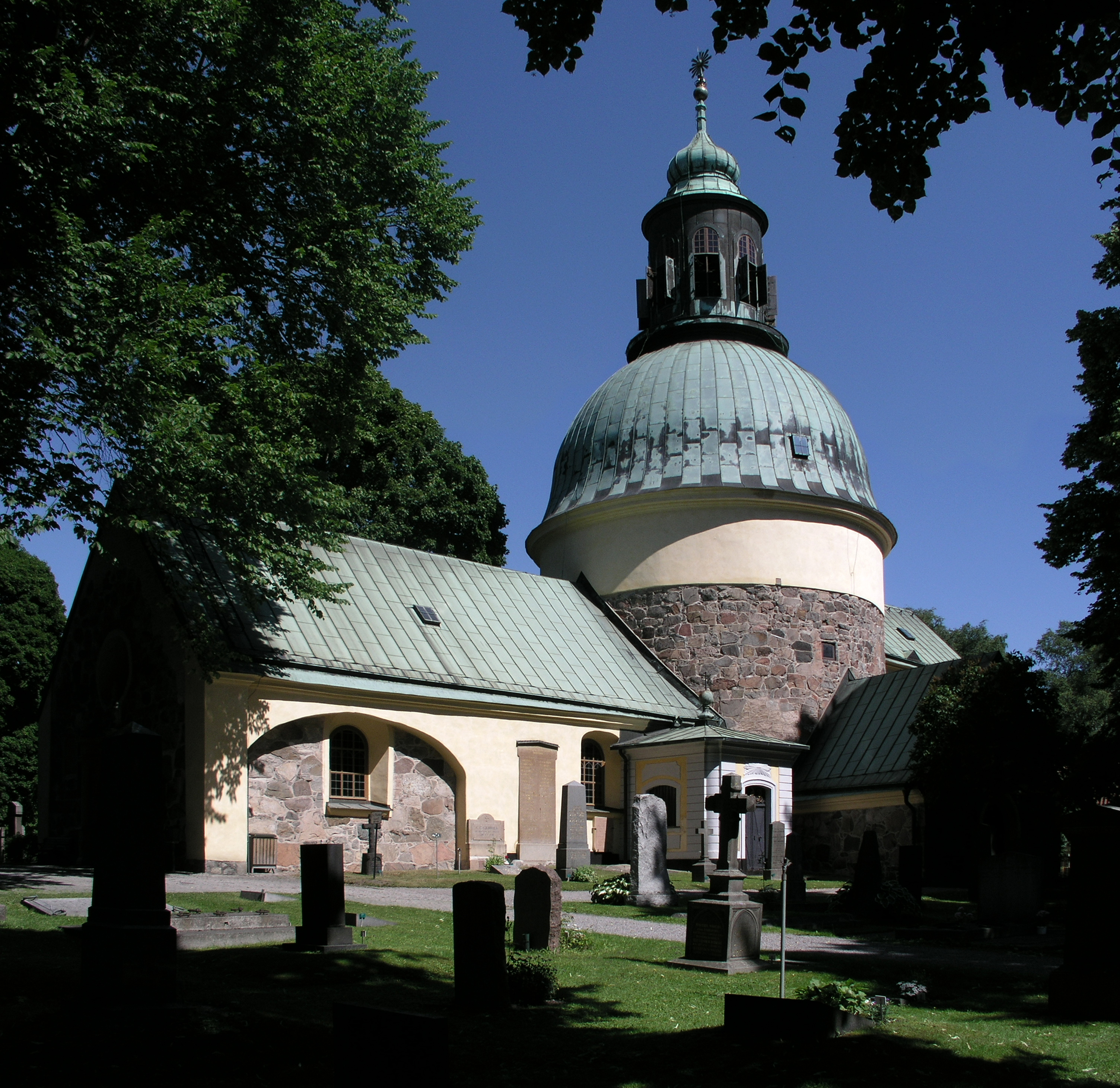
Solna kyrka
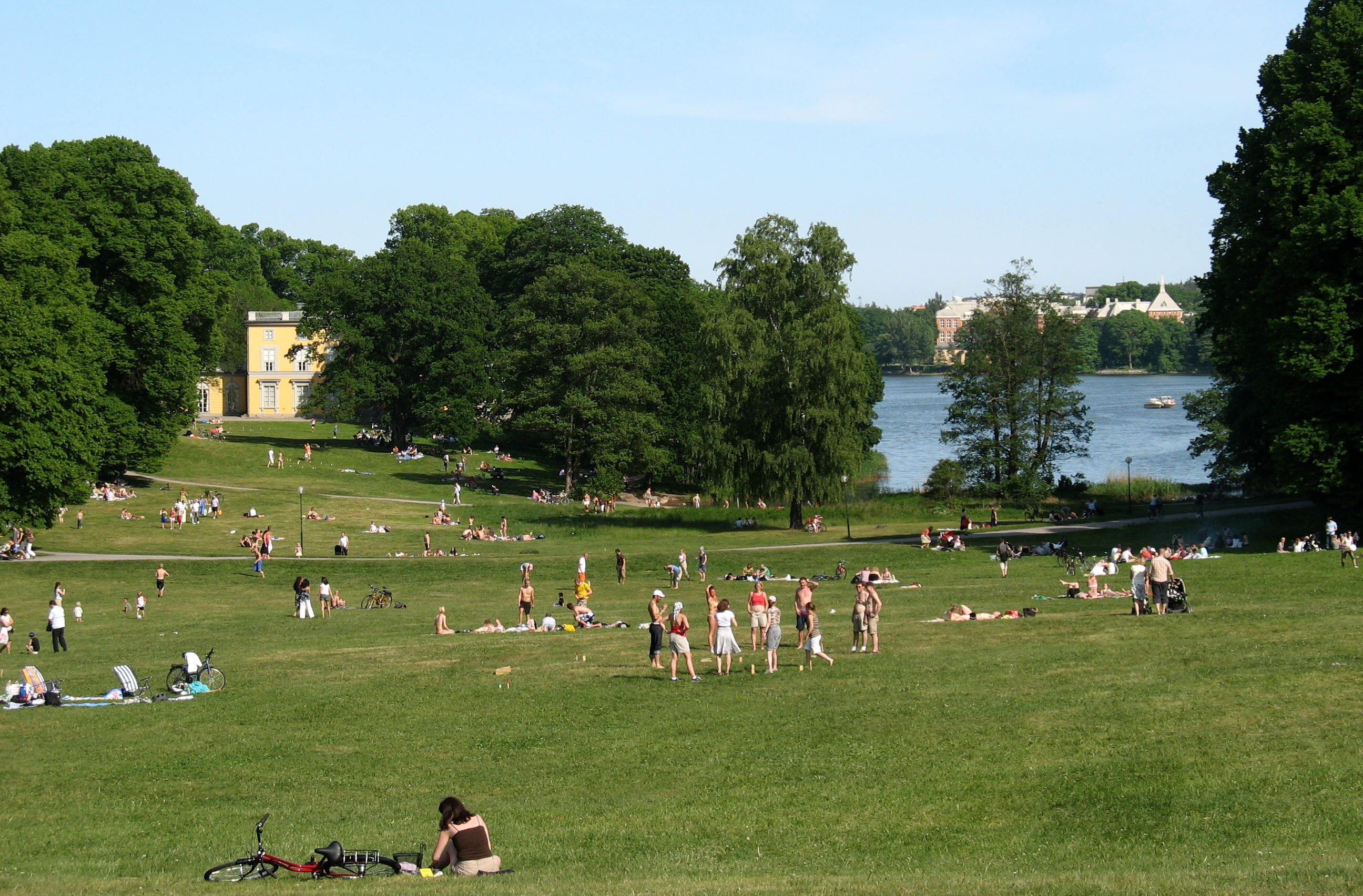
park Haga
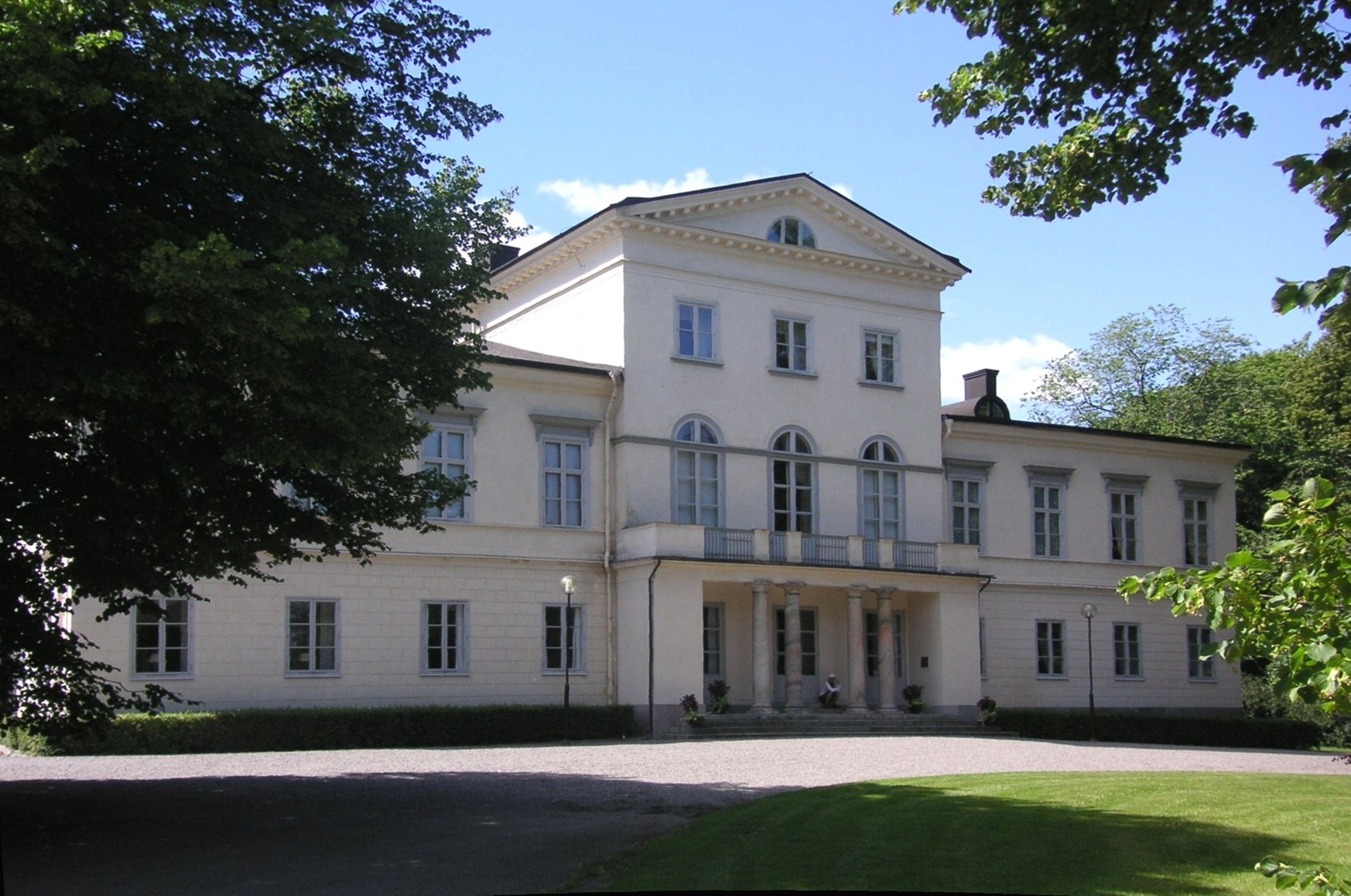
palác Haga (2008)
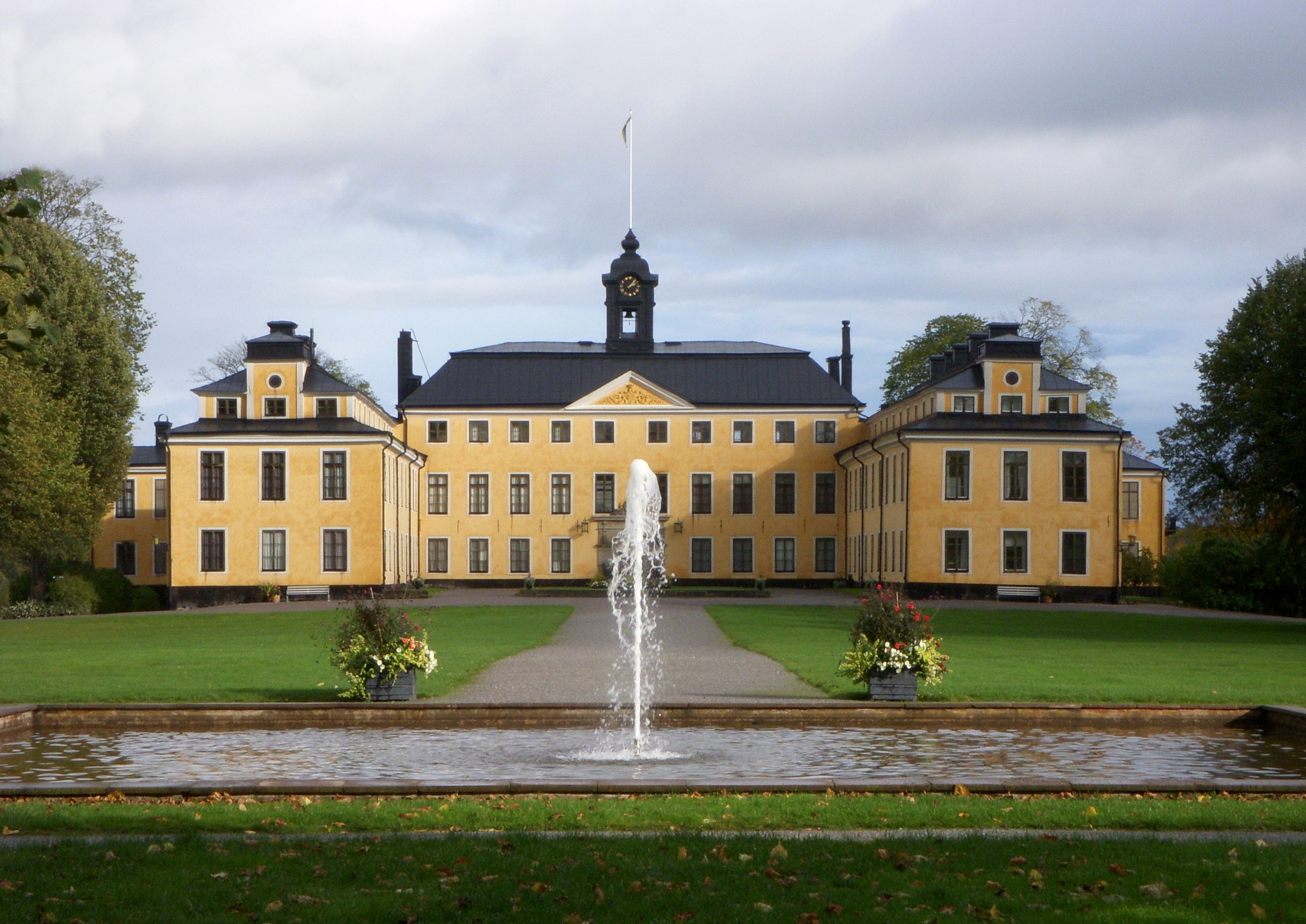
palác Ulriksdals (2011)
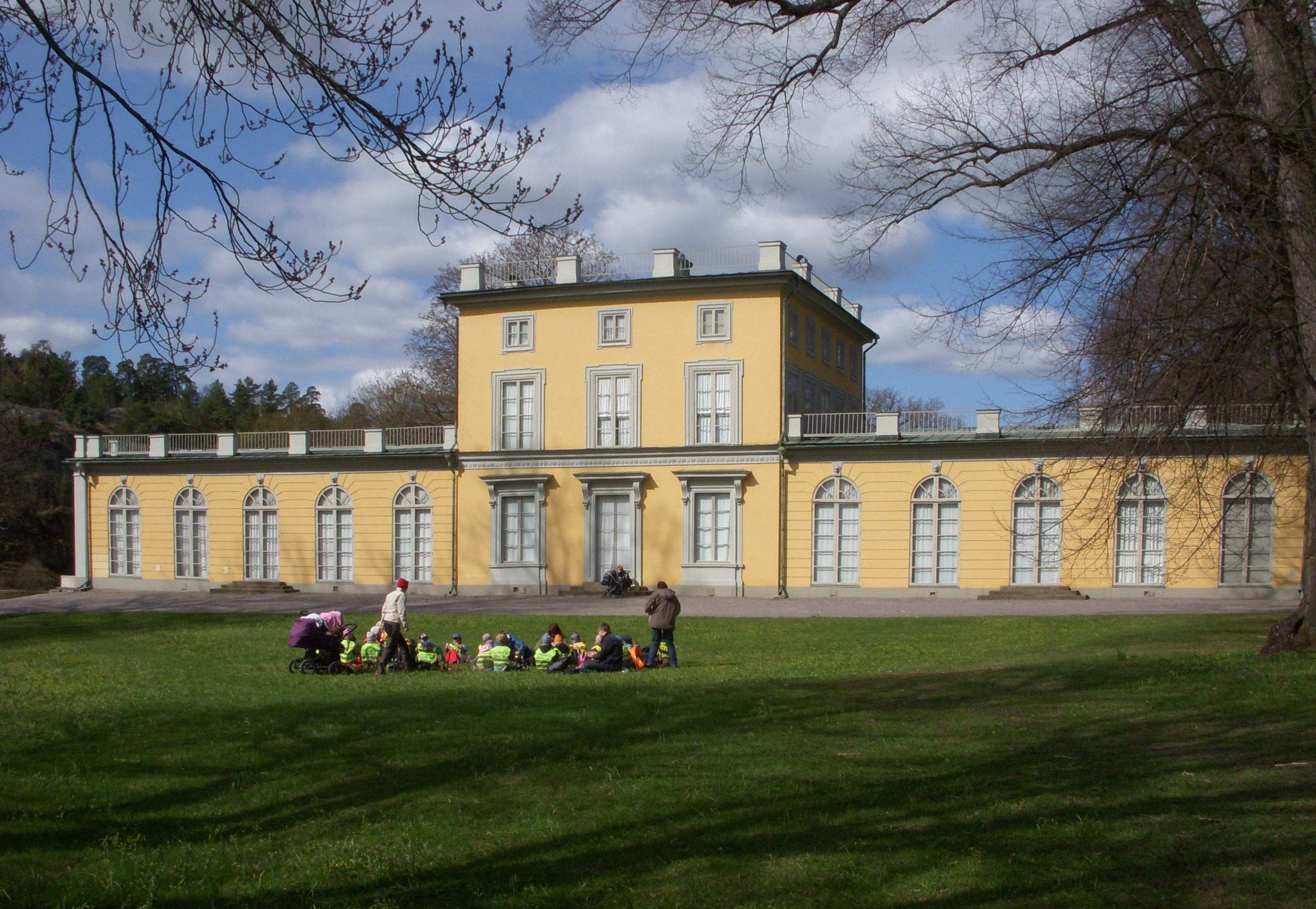
palác Gustava III.

### Literární zajímavost
V Solně a sousedním Sundbybergu se odehrává dějově významná část románu o zločinu Zmizelé hasičské auto švédské autorské dvojice Maj Sjöwallová, Per Wahlöö. Dobové reálie tvoří podstatnou část důmyslně zkonstruované zápletky, kterou František Fröhlich (přeložil 5 těchto románů), považuje za jednu ze tří nejlepších v celé desetidílné sérii (vedle Záhady zamčeného pokoje a Nočního autobusu).

### Hudební zajímavosti
Oficiální videoklip k písni The Final Countdown (největší hit švédské hudební skupiny Europe, kterého se prodalo 8 miliónů nosičů) vznikl v Solně. Videoklip natočil Nick Morris během dvou koncertů v Solnahallenu 26. a 27. května 1986 a během zvukových zkoušek na tyto koncerty. Obsahuje též záběry na tuto halu a okolní krajinu, natáčené z helikoptéry. V Solnahallenu se konal též poslední koncert skupiny Metallica, na kterém hrál baskytarista Cliff Burton (26. září 1986). Následující den, během cesty do Kodaně na další koncert v rámci evropského turné kapely, zahynul při havárii autobusu.

## Sport

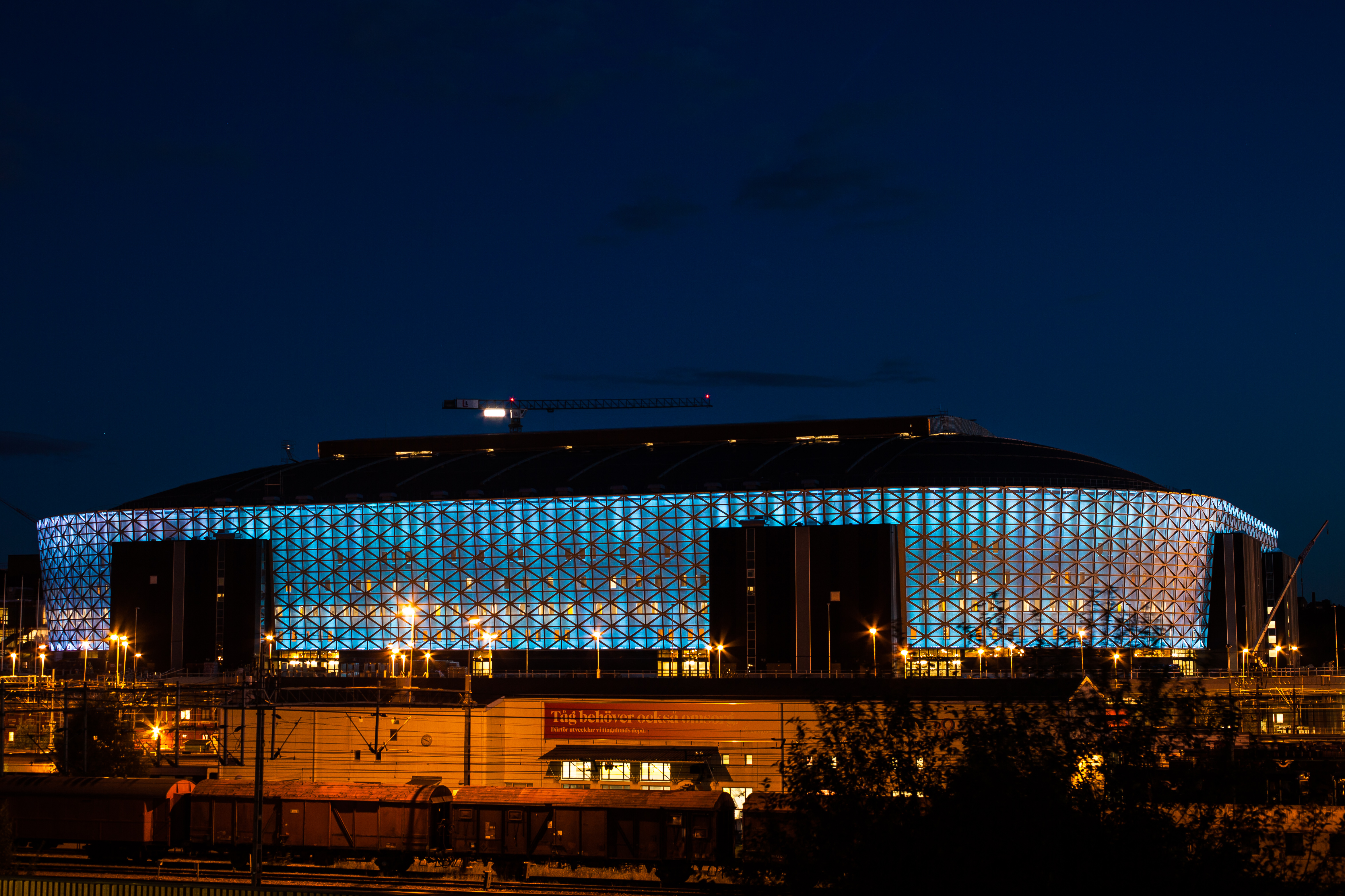
Nasvícený stadión Friends Arena

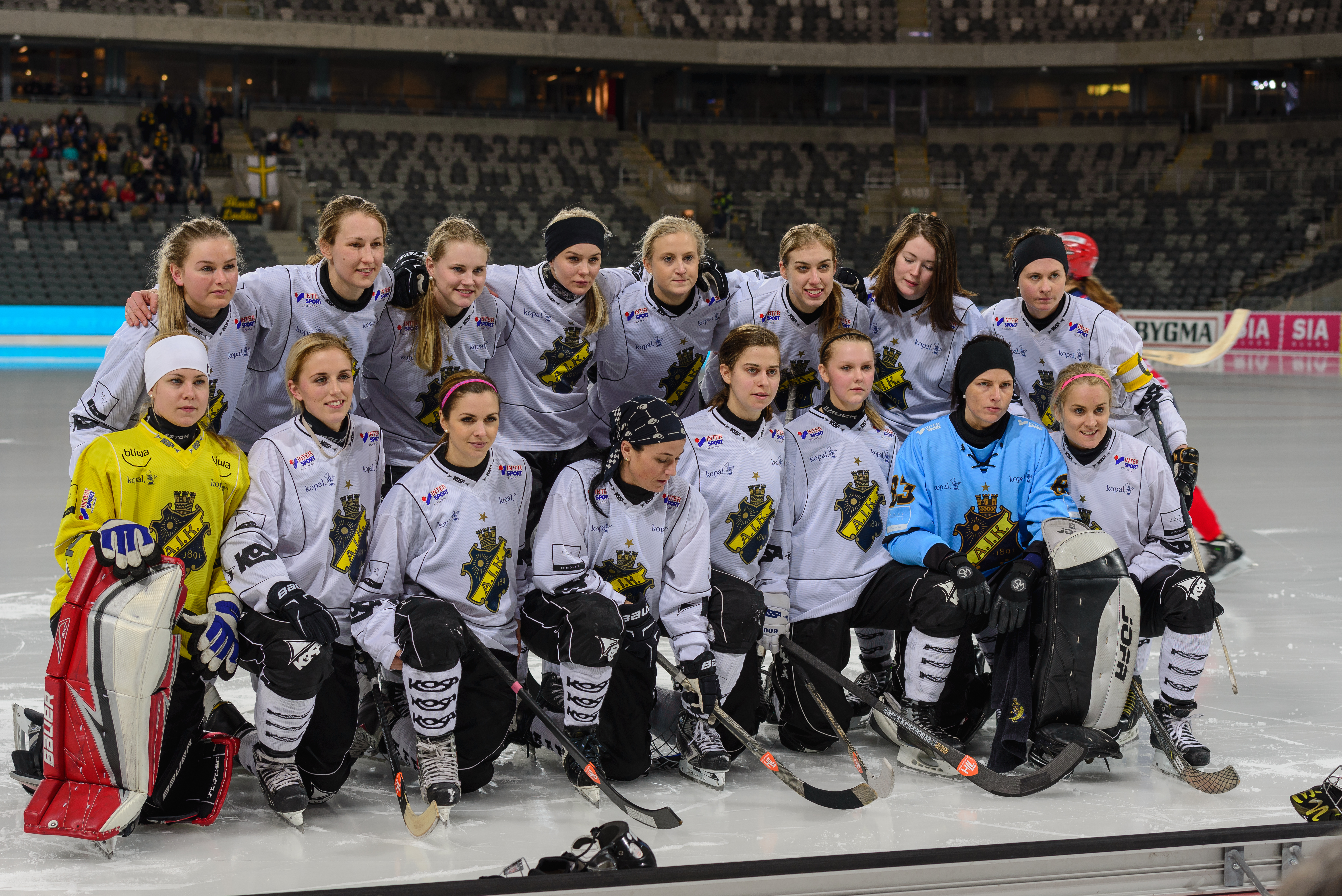
Ženský tým AIK, hokej s míčkem, finále 2015

Råsunda (švédsky Råsunda Fotbollsstadion) byl švédský národní (fotbalový) stadión v letech 1937–2012 a hrálo se na něm jak finále Mistrovství světa ve fotbale 1958, tak rovněž finále Mistrovství světa ve fotbale žen 1995. V roce 2012 byl uzavřen a v 2013 byl zbořen a nahrazen novým stadionem Friends Arena, bývá označovaný též jako Nationalarenan (Národní stadion). Výstavba nového národního stadionu se nejprve zvažovala v blízkosti Ericsson Globe, ve čtvrti Johanneshov v jižní části Stockholmu. Ale již v roce 2006 Švédská fotbalová asociace rozhodla, že nový stadión bude vybudován opět v Solně, byť v jiné lokalitě.
Tento nový víceúčelový stadión se nachází asi kilometr od původního stadiónu, v blízkosti jezera Råstasjön a současně je velmi dobře dostupný veřejnou dopravou, především Stockholmskou příměstskou železnicí (Stockholms pendeltåg), protože leží v těsné blízkosti Solna station. Stadión má zatahovací střechu a jeho fasáda může být nasvícena obrovským množstvím různých barevných kombinací. Stadión se původně jmenoval Swedbank Arena (ta se zavázala ke sponzoringu až do roku 2023), ale již krátce po otevření Swedbank oznámila nové jméno Friends Arena podle neziskové organizace, která se věnuje problematice školní šikany, a kterou banka také sponzoruje.
Nový stadión byl slavnostně otevřen 25. října 2012 za účasti švédské korunní princezny Viktorie a mnoha známých umělců, např. zde vystoupila skupina Roxette, dále zpěvačka Agnes Carlsson, rocková skupina The Hives, elektropopové duo Icona Pop, zpěvačka Loreen, folkové duo First Aid Kit ad. Slavnostní otevření sledovalo 46 000 diváků přímo v aréně a dalších 1,7 miliónu v přímém přenosu švédské veřejnoprávní televize SVT1. V klasifikaci UEFA má stadión čtyři hvězdičky, jeho maximální kapacita pro fotbalové zápasy je 50 000 diváků, která může být pro koncerty navýšena až na 65 000 diváků.
V Solně existují čtyři fotbalové kluby: AIK Stockholm byl založen již v roce 1891 a jde o nejpopulárnější švédský fotbalový klub. Své sídlo měl na Råsunda Fotbollsstadion, po jeho zbourání přesídlil na nový stadion Friends Arena. Dalšími fotbalovými kluby jsou Blue Hill KF, Råsunda IS a Vasalunds IF. Solna Vikings byl jeden z nejlepších týmů švédské basketbalové ligy. Muži vyhráli švédskou basketbalovou ligu v letech 2003 a 2008. Ještě úspěšnější byly ženy, které vyhrály v letech 2002, 2004, 2006, 2008 a 2009. V roce 2016 se ženský tým stal součástí výše uvedeného klubu AIK Stockholm (nově vzniklá basketbalová sekce). V rámci AIK Stockholm dále existuje též oddíl hokeje s míčkem. Jeho ženský tým patří mezi vůbec nejlepší ve Švédsku. Od sezóny 1987/88 získal celkem patnáctkrát ligový titul, kromě toho byl ještě devětkrát ve finále.

## Významné osobnosti
- Karel XVI. Gustav: současný švédský král – narodil se v Solně.
- Therese Alshammarová: švédská plavkyně (vytvořila několik světových rekordů) – narodila se v Solně.
- Steve Angello: diskžokej a hudební producent – narodil se a vyrůstal v Solně.
- Ulf von Euler: fyziolog a farmakolog, nositel Nobelovy ceny za fyziologii a medicínu – narozen ve Stockholmu, pracoval v Solně na Institut Karolinska, pochován na hřbitově v Solně.
- Sebastian Ingrosso: diskžokej a hudební producent – narodil se a vyrůstal v Solně.
- Alexander Isak, fotbalista (útočník) – narodil se v Solně.
- Hilma af Klint: umělkyně a průkopnice abstraktního umění – narodila se v Solně.
- Marika Lagercrantzová: švédská herečka – narodila se v Solně.
- Kurt Hamrin: bývalý švédský fotbalista (útočník) – narodil se a vyrůstal v Solně.
- Leif G. W. Persson: švédský kriminalista a spisovatel, držitel několika literárních ocenění – žije, ale nenarodil se v Solně.
- Keke Rosberg: bývalý pilot Formule 1 (prvním Fin v této soutěži), mistr světa z roku 1982 – narodil se v Solně.
- Sara Stridsbergová: švédská spisovatelka (držitelka Literární ceny Severské rady a Ceny Evropské unie za literaturu) – narodila se v Solně.
- Zara Larsson: švédská popová zpěvačka – narodila se v Solně.

## Partnerská města
Solna má následující partnerská města:
- Gladsaxe, Dánsko
- Ski, Norsko
- Pirkkala, Finsko
- Valmiera, Litva
- Burbank v Kalifornii, USA

Kromě toho, Solna spolupracuje s dvěma dalšími městy:
- Kalamaria, Řecko
- Bemowo, Polsko